# Jean d'Artis
Jean d'Artis (parfois Jean Dartis), de son nom latin Artisius, né à Cahors en 1572 et mort à Paris le 21 avril 1651, est un jurisconsulte français.

## Biographie
Il fit ses humanités au collège des jésuites de Cahors, puis fut envoyé à Rodez pour y faire des études de philosophie. Il passa ensuite trois années à étudier les belles-lettres auprès de Jean-Grégoire Tarisse, alors prieur de Cessenon. Après être revenu à Cahors pour y entamer des études de droit, il alla retrouver Tarisse à Toulouse afin de l'assister dans un procès. Il se fit ensuite recevoir docteur dans les deux facultés de Toulouse et de Cahors. En 1612, il accompagna dans la capitale un magistrat qui venait d'être nommé premier président du parlement de Paris et entra en 1618 comme professeur de droit canon à la faculté de Paris. En 1623, il fut nommé professeur au Collège royal, où il succéda au premier titulaire de la chaire de droit canon, Hugues Guijon.
Les écrits de Jean d'Artis, consistant pour la plupart en compilations sur des sujets de droit civil et canonique, furent réunis et publiés par Jean Doujat en 1656 sous le titre Opera canonica. D'Artis avait composé aussi un opuscule, intitulé Pedis admiranda, ou les Merveilles du pied, qui connut une certaine notoriété parmi les bibliophiles. Rédigé dans un style à la fois érudit et badin, il contenait des considérations sur les rapports entre le caractère et la forme du pied et fut par la suite beaucoup imité.